# Эрпель
Эрпель (нем. Erpel) — община в Германии, в земле Рейнланд-Пфальц. 
Входит в состав района Нойвид. Подчиняется управлению Ункель.  Население составляет 2566 человек (на 31 декабря 2010 года). Занимает площадь 9,21 км².

## Фотографии
- Ратуша